# عالم جديد شجاع (مسلسل تلفزيوني)
عالم جديد شجاع هو مسلسل تلفزيوني أمريكي درامي وخيال علمي مبني بشكل عام على الرواية الكلاسيكية من عام 1932 من قبل  ألدوس هكسلي. تم عرضه لأول مرة في يوم 15 يوليو 2020. في أكتوبر 2020، تم إلغاء المسلسل بعد موسم واحد. 